# Selección de fútbol de Georgia
La selección de fútbol de Georgia (en georgiano: საქართველოს ეროვნული საფეხბურთო ნაკრები) es el equipo representativo del país en las competiciones oficiales. Su organización está a cargo de la Federación Georgiana de Fútbol, perteneciente a la UEFA.
El seleccionado de Georgia nació en 1991 tras la independencia de este al quebrarse la Unión de Repúblicas Socialistas Soviéticas. Antes de ese año, los jugadores de origen georgiano jugaban en la Selección de la Unión Soviética.

## Historia
La historia de la selección de fútbol de Georgia comenzó en 1990, cuando el equipo jugó su primer partido internacional contra Lituania, el primer país en aceptar una invitación. El partido se llevó a cabo el 27 de mayo de 1990 en el estadio nacional. Georgia fue entrenada por Givi Nodia. El partido amistoso terminó en un empate 2-2. Este fue el único partido antes de la declaración de independencia el 9 de abril de 1991. Poco después, el equipo jugó otro partido amistoso contra Moldavia.
La Federación de Fútbol de Georgia se convirtió en miembro tanto de la UEFA como de la FIFA en 1992, lo que permitió a Georgia jugar partidos competitivos. El primero de ellos llegó en septiembre de 1994, una derrota por 1-0 ante Moldavia como parte de las eliminatorias para la Eurocopa 1996. Georgia terminó tercera en su grupo, por delante de Moldavia, Gales y Albania, pero siete puntos por detrás de Bulgaria, que ocupa el segundo lugar.
Georgia no logró clasificarse para la Copa Mundial de la FIFA de 1998 en Francia, obtuvo 10 puntos y terminó en cuarto lugar, empatado a puntos con Polonia. En ese momento, Georgia alcanzó el puesto número 42 en la Clasificación Mundial de la FIFA.
Durante la clasificación para la Eurocopa 2000, la Selección de Georgia ganó un partido, empató dos y terminó en la parte inferior del grupo con cinco puntos. Esto marcó el comienzo de un período de declive para el fútbol georgiano.
El equipo terminó quinto (y último) con siete puntos en su grupo de clasificación para la Eurocopa 2004, aunque derrotó a Rusia con un gol de Malkhaz Asatiani.
En las Eliminatorias para la Copa Mundial de la FIFA 2006, Georgia venció a Albania 2-0 en casa y a Kazajistán. por 2-1 como visitante. Terminaron sextos (segundos últimos) con diez puntos en el Grupo 2.
Georgia fue sexto de siete equipos en el grupo de clasificación para la Eurocopa 2008 con diez puntos. Derrotaron a Escocia 2-0 en casa y a las Islas Feroe 6-0 fuera y 3-1 en casa.
Héctor Cúper se convirtió en el entrenador de Georgia en agosto de 2008. Durante la ronda de clasificación para la Copa Mundial de la FIFA 2010, Georgia no pudo ganar ningún partido y terminó sexto (y último) con tres puntos. Cuper no extendió su contrato y el 6 de noviembre de 2009, Temur Ketsbaia fue nombrado nuevo entrenador de la Selección de fútbol de Georgia. Ketsbaia renunció como entrenador después de una derrota por 4-0 en casa ante Polonia en las clasificación para la Eurocopa 2016 el 14 de noviembre de 2014, habiendo declarado previamente que lo haría antes del partido independientemente del resultado.
En junio de 2016, Georgia venció a España , dos veces campeona de Europa, 1-0 en su último amistoso previo a la Eurocopa 2016.
En 2018, fueron el primer equipo en lograr el ascenso en la nueva UEFA Nations League. Marcaron el primer gol del evento en un partido de la UEFA Nations League D en Kazajistán antes de vencer a Letonia dos veces y Andorra , con 2 juegos aún por disputar. En la clasificación de la UEFA Euro 2020, Georgia tuvo una racha decepcionante, con sus únicas victorias sobre Gibraltar. Aun así, después de haber terminado en primer lugar en la Liga D, Georgia pudo clasificarse para el primer desempate importante del país, donde logró vencer a Bielorrusia 1-0 y, por lo tanto, la esperanza de clasificarse para la UEFA Euro 2020 aumentó, pero fue en vano después de que los georgianos sufrieran una desgarradora derrota en casa ante Macedonia del Norte en el partido decisivo y así perdió la oportunidad de hacer un debut histórico en una gran competición.

### Clasificación para la Eurocopa 2020
Georgia estuvo a un paso de clasificar a la Eurocopa 2020. En la clasificatoria, le tocó en el Grupo D, junto a Suiza (17 pts), Dinamarca (16 pts), Irlanda (13 pts) y Gibraltar (0 pts).
A pesar de que solo obtuvo dos victorias sobre Gibraltar (2:0 y 3:2 respectivamente), también obtuvo valiosos empates contra Irlanda y Dinamarca (ambos en un marcador en cero). Además, perdió contra Irlanda (0:1), contra Suiza (0:2) y (0:1), y una contundente derrota contra Dinamarca con un marcador de (1:5). En su grupo terminó 4.º de 5 selecciones obteniendo 8 pts, solo superando a Gibraltar.
Sin embargo, jugó la repesca del Grupo D, siendo emparejada con Bielorrusia, ganando por un tanto (1:0).
Avanzaría a la última fase de la Repesca del Grupo D donde le tocaría enfrentar a Macedonia del Norte, que había derrotado a Kosovo por un marcador de (2:1).
En la final de la Repesca del Grupo D, donde el ganador iría a la Eurocopa 2020, Georgia dominaría el encuentro casi todo el partido, desperdiciando muchas chances insólitas de gol. Macedonia, fiel a su estilo de juego, marcaría un gol sobre el final.
El partido terminó (1:0) y Macedonia del Norte clasificaría a la Eurocopa por primera vez en su historia.
Por su parte, Georgia perdería a su entrenador, Vladimir Weiss.

### UEFA Nations League 2022
Ya con el francés Willy Sagnol a cargo del equipo, Georgia estaría en el Grupo C4 junto a Bulgaria (9 pts), Macedonia del Norte (7 pts) y Gibraltar (1 punto). 
Los Cruzados terminarían primeros invictos con 16 puntos y solo un empate frente a los búlgaros. Por lo tanto, lograrían el ascenso.
Jvicha Kvaratsjelia sería el goleador del equipo, con 5 goles en seis partidos.

### Eliminatorias Eurocopa 2024
Para la Eurocopa 2024 organizada por Alemania, Georgia sería emparejada en el Grupo A con España (21 pts), Escocia (17 pts), Noruega (11 pts) y Gibraltar (0 pts). Los Cruzados terminarían anteúltimos (8 pts) en el grupo con un total de ocho partidos jugados en donde obtuvo 2 victorias, 2 empates y 4 derrotas. Además, sufrió una contundente derrota de local contra España (7:1). Clasificó para la repesca de la Eurocopa en una primera eliminatoria en la que se enfrentó a Luxemburgo, una selección que mostró una gran mejoría futbolística, a la que finalmente le ganó 2-0. Todavía le quedaba una última eliminatoria, en la que se enfrentaría a Grecia. Uno de los dos combinados sería el que accediera a la fase final de la Eurocopa.
El 26 de marzo de 2024 se enfrentaron la selección de Grecia y Georgia. Luego de un partido parejo con oportunidades para ambas selecciones, Georgia ganaría el encuentro por penales (4:2), dándose así, la clasificación de Georgia a la Eurocopa 2024 por primera vez en su historia.

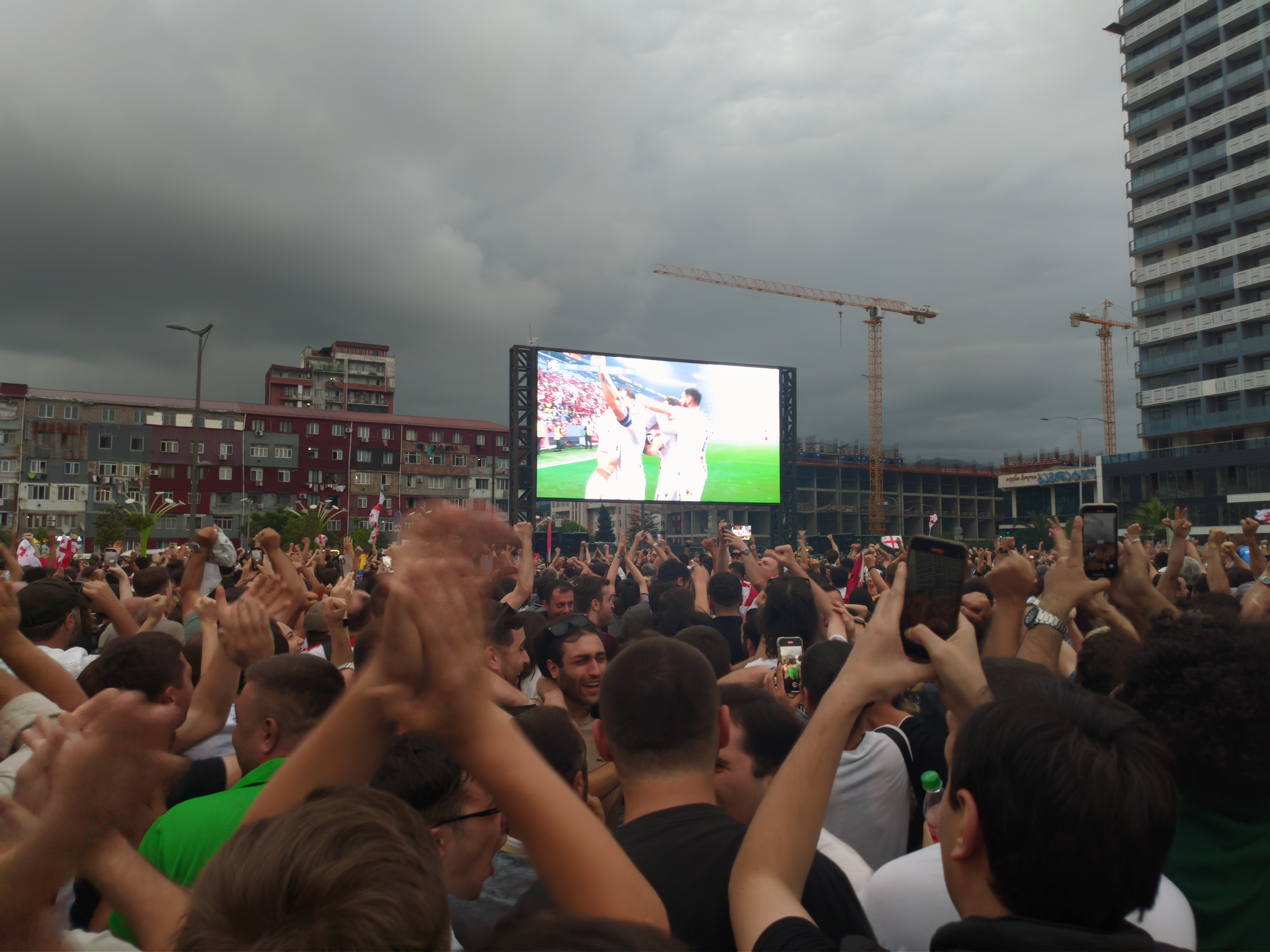
Aficionados georgianos celebrando el primer gol de Georgia en un torneo continental.

### Eurocopa 2024
En la Eurocopa 2024, Georgia sería emparejada en el Grupo F con Portugal, Turquía y Chequia. El 18 de junio haría su debut en la competencia debutando contra Turquía en un encuentro muy entretenido. Finalmente Georgia caería en su debut 3:1. El primer gol en un torneo continental lo anotaría Georges Mikautadze, posteriormente consiguieron su primer punto ante Chequia, donde Mikautadze anotó desde el punto penal, el partido terminó 1:1 y en la última fecha consiguió un triunfo histórico ante Portugal por 2:0, los goles fueron anotados por Khvicha Kvaratskhelia y nuevamente Mikautadze desde el punto penal, con esta victoria, logró clasificar a los octavos de final como una de las 4 mejores terceras.
En octavos de final se enfrentó a España y pese a adelantarse por un autogol de Robin Le Normand, fueron derrotados por 4:1, cerrando su actuación en la cita continental.

## Evolución del uniforme

### Local
| 1995      | 1998-1999 | 2000      | 2001      | 2002-2003 | 2003-2004 | 2005-2006 | 2007      |
| 2008-2009 | 2010      | 2011-2013 | 2013-2014 | 2014-2015 | 2015-2016 | 2016-2018 | 2018-2020 |
| 2020-2022 | 2022-     |           |           |           |           |           |           |

### Visitante
| 1998-1999 | 2001      | 2002-2003 | 2003-2004 | 2005-2006 | 2007      | 2008-2009 | 2010 |  |  |  |  |  |  |
| 2011-2013 | 2013-2014 | 2014-2015 | 2015-2016 | 2016-2018 | 2018-2020 | 2020-2022 | 2022 |  |  |  |  |  |  |

## Últimos partidos y próximos encuentros
Actualizado al último partido jugado el 8 de junio de 2025
| Fecha      | Ciudad        | Local           | Resultado | Visitante       | Competición                     |
| ---------- | ------------- | --------------- | --------- | --------------- | ------------------------------- |
| 22-06-2024 | Hamburgo      | República Checa | 1:1       | Georgia         | Eurocopa 2024                   |
| 26-06-2024 | Gelsenkirchen | Portugal        | 0:2       | Georgia         | Eurocopa 2024                   |
| 30-06-2024 | Colonia       | España          | 4:1       | Georgia         | Eurocopa 2024                   |
| 07-09-2024 | Tiflis        | Georgia         | 4:1       | República Checa | Liga de Naciones UEFA 24/25     |
| 10-09-2024 | Tirana        | Albania         | 0:1       | Georgia         | Liga de Naciones UEFA 24/25     |
| 11-10-2024 | Poznań        | Ucrania         | 1:0       | Georgia         | Liga de Naciones UEFA 24/25     |
| 14-10-2024 | Tiflis        | Georgia         | 0:1       | Albania         | Liga de Naciones UEFA 24/25     |
| 16-11-2024 | Batumi        | Georgia         | 1:1       | Ucrania         | Liga de Naciones UEFA 24/25     |
| 19-11-2024 | Olomouc       | República Checa | 2:1       | Georgia         | Liga de Naciones UEFA 24/25     |
| 20-03-2025 | Ereván        | Armenia         | 0:3       | Georgia         | Liga de Naciones UEFA 24/25     |
| 23-03-2025 | Tiflis        | Georgia         | 6:1       | Armenia         | Liga de Naciones UEFA 24/25     |
| 05-06-2025 | Tiflis        | Georgia         | 1:0       | Islas Feroe     | Partido amistoso                |
| 08-06-2025 | Kutaisi       | Georgia         | 1:1       | Cabo Verde      | Partido amistoso                |
| 04-09-2025 | Tiflis        | Georgia         | -:-       | Turquía         | Clasificación Copa Mundial 2026 |
| 07-09-2025 | Tiflis        | Georgia         | -:-       | Bulgaria        | Clasificación Copa Mundial 2026 |
| 11-10-2025 | TBD           | España          | -:-       | Georgia         | Clasificación Copa Mundial 2026 |
| 14-10-2025 | TBD           | Turquía         | -:-       | Georgia         | Clasificación Copa Mundial 2026 |
| 15-11-2025 | Tiflis        | Georgia         | -:-       | España          | Clasificación Copa Mundial 2026 |
| 18-11-2025 | TBD           | Bulgaria        | -:-       | Georgia         | Clasificación Copa Mundial 2026 |

## Estadísticas

### Copa Mundial de Fútbol
| Año         | Ronda                       | Posición                    | PJ                          | PG                          | PE                          | PP                          | GF                          | GC                          | Dif.                        | Goleador                    |
| ----------- | --------------------------- | --------------------------- | --------------------------- | --------------------------- | --------------------------- | --------------------------- | --------------------------- | --------------------------- | --------------------------- | --------------------------- |
| 1930 - 1990 | Parte de la Unión Soviética | Parte de la Unión Soviética | Parte de la Unión Soviética | Parte de la Unión Soviética | Parte de la Unión Soviética | Parte de la Unión Soviética | Parte de la Unión Soviética | Parte de la Unión Soviética | Parte de la Unión Soviética | Parte de la Unión Soviética |
| 1994        | No participó                | No participó                | No participó                | No participó                | No participó                | No participó                | No participó                | No participó                | No participó                | No participó                |
| 1998        | No clasificó                | No clasificó                | No clasificó                | No clasificó                | No clasificó                | No clasificó                | No clasificó                | No clasificó                | No clasificó                | No clasificó                |
| 2002        | No clasificó                | No clasificó                | No clasificó                | No clasificó                | No clasificó                | No clasificó                | No clasificó                | No clasificó                | No clasificó                | No clasificó                |
| 2006        | No clasificó                | No clasificó                | No clasificó                | No clasificó                | No clasificó                | No clasificó                | No clasificó                | No clasificó                | No clasificó                | No clasificó                |
| 2010        | No clasificó                | No clasificó                | No clasificó                | No clasificó                | No clasificó                | No clasificó                | No clasificó                | No clasificó                | No clasificó                | No clasificó                |
| 2014        | No clasificó                | No clasificó                | No clasificó                | No clasificó                | No clasificó                | No clasificó                | No clasificó                | No clasificó                | No clasificó                | No clasificó                |
| 2018        | No clasificó                | No clasificó                | No clasificó                | No clasificó                | No clasificó                | No clasificó                | No clasificó                | No clasificó                | No clasificó                | No clasificó                |
| 2022        | No clasificó                | No clasificó                | No clasificó                | No clasificó                | No clasificó                | No clasificó                | No clasificó                | No clasificó                | No clasificó                | No clasificó                |
| 2026        | Por disputarse              | Por disputarse              | Por disputarse              | Por disputarse              | Por disputarse              | Por disputarse              | Por disputarse              | Por disputarse              | Por disputarse              | Por disputarse              |
| Total       | 0/22                        | -                           | -                           | -                           | -                           | -                           | -                           | -                           | -                           | -                           |

### Eurocopa
| Año         | Ronda                                           | Posición                                        | PJ                                              | PG                                              | PE                                              | PP                                              | GF                                              | GC                                              | Dif.                                            | Goleador                                        |
| ----------- | ----------------------------------------------- | ----------------------------------------------- | ----------------------------------------------- | ----------------------------------------------- | ----------------------------------------------- | ----------------------------------------------- | ----------------------------------------------- | ----------------------------------------------- | ----------------------------------------------- | ----------------------------------------------- |
| 1960 - 1988 | Parte de la Unión Soviética                     | Parte de la Unión Soviética                     | Parte de la Unión Soviética                     | Parte de la Unión Soviética                     | Parte de la Unión Soviética                     | Parte de la Unión Soviética                     | Parte de la Unión Soviética                     | Parte de la Unión Soviética                     | Parte de la Unión Soviética                     | Parte de la Unión Soviética                     |
| 1992        | Parte de la Comunidad de Estados Independientes | Parte de la Comunidad de Estados Independientes | Parte de la Comunidad de Estados Independientes | Parte de la Comunidad de Estados Independientes | Parte de la Comunidad de Estados Independientes | Parte de la Comunidad de Estados Independientes | Parte de la Comunidad de Estados Independientes | Parte de la Comunidad de Estados Independientes | Parte de la Comunidad de Estados Independientes | Parte de la Comunidad de Estados Independientes |
| 1996        | No clasificó                                    | No clasificó                                    | No clasificó                                    | No clasificó                                    | No clasificó                                    | No clasificó                                    | No clasificó                                    | No clasificó                                    | No clasificó                                    | No clasificó                                    |
| 2000        | No clasificó                                    | No clasificó                                    | No clasificó                                    | No clasificó                                    | No clasificó                                    | No clasificó                                    | No clasificó                                    | No clasificó                                    | No clasificó                                    | No clasificó                                    |
| 2004        | No clasificó                                    | No clasificó                                    | No clasificó                                    | No clasificó                                    | No clasificó                                    | No clasificó                                    | No clasificó                                    | No clasificó                                    | No clasificó                                    | No clasificó                                    |
| 2008        | No clasificó                                    | No clasificó                                    | No clasificó                                    | No clasificó                                    | No clasificó                                    | No clasificó                                    | No clasificó                                    | No clasificó                                    | No clasificó                                    | No clasificó                                    |
| 2012        | No clasificó                                    | No clasificó                                    | No clasificó                                    | No clasificó                                    | No clasificó                                    | No clasificó                                    | No clasificó                                    | No clasificó                                    | No clasificó                                    | No clasificó                                    |
| 2016        | No clasificó                                    | No clasificó                                    | No clasificó                                    | No clasificó                                    | No clasificó                                    | No clasificó                                    | No clasificó                                    | No clasificó                                    | No clasificó                                    | No clasificó                                    |
| 2020        | No clasificó                                    | No clasificó                                    | No clasificó                                    | No clasificó                                    | No clasificó                                    | No clasificó                                    | No clasificó                                    | No clasificó                                    | No clasificó                                    | No clasificó                                    |
| 2024        | Octavos de final                                | 15.º                                            | 4                                               | 1                                               | 1                                               | 2                                               | 5                                               | 8                                               | -3                                              | Georges Mikautadze: 3                           |
| 2028        | Por disputarse                                  | Por disputarse                                  | Por disputarse                                  | Por disputarse                                  | Por disputarse                                  | Por disputarse                                  | Por disputarse                                  | Por disputarse                                  | Por disputarse                                  | Por disputarse                                  |
| Total       | 1/17                                            | 30.º                                            | 4                                               | 1                                               | 1                                               | 2                                               | 5                                               | 8                                               | -3                                              | Georges Mikautadze: 3                           |

### Liga de Naciones de la UEFA
| Edición | Liga   | Mov   | Resultado    | Posición | PJ | PG | PE | PP | GF | GC | Dif | Goleador                    |
| ------- | ------ | ----- | ------------ | -------- | -- | -- | -- | -- | -- | -- | --- | --------------------------- |
| 2018-19 | Liga D | Entró | Primer lugar | 40°      | 6  | 5  | 1  | 0  | 12 | 2  | +10 | Chakvetadze (4)             |
| 2020-21 | Liga C |       | Tercer lugar | 42°      | 6  | 1  | 4  | 1  | 6  | 6  | 0   | Kacharava y Okriashvili (2) |
| 2022-23 | Liga C | Entró | Primer lugar | 33°      | 6  | 5  | 1  | 0  | 16 | 3  | +13 | Khvicha Kvaratskhelia (5)   |
| 2024-25 | Liga B |       |              |          | 7  | 3  | 1  | 3  | 10 | 6  | +1  | Georges Mikautadze (5)      |
| Total   | Total  | Total | Total        | Total    | 25 | 14 | 7  | 4  | 44 | 17 | +27 | Kvaratskhelia (7)           |

## Jugadores

### Última convocatoria
Lista de jugadores para los partidos ante Armenia para la Liga de Naciones UEFA 24/25 en marzo de 2025.
| N.º | Nombre                | Posición       | Edad    | PJ  | Goles | Equipo                |
| --- | --------------------- | -------------- | ------- | --- | ----- | --------------------- |
| 1   | Giorgi Loria          | Portero        | 39 años | 78  | 0     | Omonia Aradippou      |
| 12  | Giorgi Mamardashvili  | Portero        | 24 años | 17  | 0     | Valencia              |
| 23  | Luka Gugeshashvili    | Portero        | 26 años | 1   | 0     | Panserraikos          |
| 2   | Otar Kakabadze        | Defensa        | 30 años | 71  | 0     | Cracovia              |
| 3   | Lasha Dvali           | Defensa        | 30 años | 41  | 1     | APOEL                 |
| 4   | Luka Lochoshvili      | Defensa        | 27 años | 20  | 1     | Salernitana           |
| 5   | Saba Goglichidze      | Defensa        | 21 años | 1   | 0     | Empoli                |
| 13  | Giorgi Gocholeishvili | Defensa        | 24 años | 11  | 0     | Copenhague            |
| 14  | Luka Latsabidze       | Defensa        | 21 años | 0   | 0     | Chernomorets Odessa   |
| 15  | Irakli Azarovi        | Defensa        | 23 años | 18  | 0     | Shajtar Donetsk       |
|     | Guram Kashia          | Defensa        | 37 años | 123 | 3     | Slovan Bratislava     |
| 6   | Giorgi Kochorashvili  | Centrocampista | 25 años | 17  | 2     | Levante               |
| 7   | Anzor Mekvabishvili   | Centrocampista | 24 años | 19  | 0     | Universitatea Craiova |
| 9   | Zuriko Davitashvili   | Centrocampista | 24 años | 45  | 6     | Saint-Étienne         |
| 10  | Giorgi Chakvetadze    | Centrocampista | 25 años | 35  | 9     | Watford               |
| 11  | Giorgi Tsitaishvili   | Centrocampista | 24 años | 23  | 1     | Granada               |
| 16  | Nika Kvekveskiri      | Centrocampista | 33 años | 61  | 0     | Nyíregyháza           |
| 17  | Otar Kiteishvili      | Centrocampista | 29 años | 45  | 3     | Sturm Graz            |
| 18  | Giorgi Zaria          | Centrocampista | 27 años | 1   | 0     | Kairat                |
| 19  | Levan Shengelia       | Centrocampista | 29 años | 20  | 1     | O.F.I. Creta F.C.     |
| 20  | Shota Nonikashvili    | Centrocampista | 24 años | 1   | 0     | LNZ Cherkasy          |
| 8   | Budu Zivzivadze       | Delantero      | 31 años | 34  | 8     | 1. FC Heidenheim      |
| 21  | Giorgi Guliashvili    | Delantero      | 23 años | 0   | 0     | Sarajevo              |
| 22  | Georges Mikautadze    | Delantero      | 24 años | 37  | 20    | Lyon                  |
|     | Khvicha Kvaratskhelia | Delantero      | 24 años | 41  | 18    | PSG                   |
| DT  | Willy Sagnol          | Entrenador     | 48 años |     |       |                       |

### Máximas Presencias

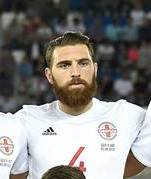
Guram Kashia es el jugador con más partidos internacionales de Georgia.

Actualizado en marzo de 2025
| #  | Jugador             | Periodo   | Partidos | Goles |
| -- | ------------------- | --------- | -------- | ----- |
| 1  | Guram Kashia        | 2009-Act. | 124      | 3     |
| 2  | Jaba Kankava        | 2004-2023 | 101      | 10    |
| 3  | Levan Kobiashvili   | 1996-2011 | 100      | 12    |
| 4  | Zurab Khizanishvili | 1999-2015 | 92       | 1     |
| 5  | Kakha Kaladze       | 1996-2011 | 83       | 1     |
| 6  | Giorgi Loria        | 2008-Act. | 78       | 0     |
| 7  | Georgi Nemsadze     | 1992-2004 | 69       | 0     |
| 8  | Alexander Iashvili  | 1998-2011 | 67       | 15    |
| 9  | Valeri Qazaishvili  | 2014-Act. | 63       | 13    |
| 10 | Gocha Jamarauli     | 1994-2004 | 62       | 6     |

### Máximos goleadores

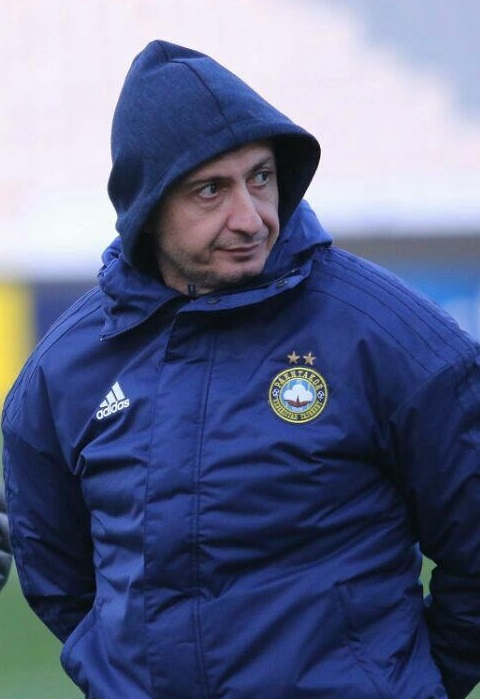
Shota Arveladze es el máximo goleador de Georgia con 26 goles.

Actualizado en junio de 2025n
| #  | Jugador               | Periodo   | Goles | PJ. | Promedio |
| -- | --------------------- | --------- | ----- | --- | -------- |
| 1  | Shota Arveladze       | 1997-2007 | 26    | 61  | 0.43     |
| 2  | Georges Mikautadze    | 2021-Act. | 20    | 37  | 0.54     |
| 3  | Khvicha Kvaratskhelia | 2019-Act. | 18    | 41  | 0.43     |
| 3  | Temuri Ketsbaia       | 1991-2002 | 17    | 52  | 0.33     |
| 4  | Aleksandr Iashvili    | 1998-2011 | 15    | 67  | 0.22     |
| 5  | Valeri Qazaishvili    | 2014-2022 | 13    | 63  | 0.19     |
| 6  | Tornike Okriashvili   | 2010-2021 | 13    | 50  | 0.26     |
| 7  | Gyorgy Demetradze     | 1996-2007 | 13    | 56  | 0.21     |
| 8  | Levan Kobiashvili     | 1996-2011 | 13    | 100 | 0.12     |
| 10 | Jaba Kankava          | 2004-2021 | 10    | 100 | 0.10     |

## Partidos notables
- Primer encuentro:

Georgia 2:2 Lituania (no oficial, mayo de 1990).
- Mayor goleada:

Georgia 8:0 Tailandia (12 de octubre de 2023).
- Mayor goleada a clásico rival:

Georgia 7:0 Armenia. (Amistoso, 30 de marzo de 1997).
- Mayor goleada recibida:

Georgia 1:7 España. (Clasificación Eurocopa 2024,
8 de septiembre de 2023).
- Partido notable:

España 0:1 Georgia.
(España bicampeona de Europa, junio de 2016).
- Partido más importante ganado:

Georgia 2:0 Portugal. (Clasificó a octavos de final de la Eurocopa 2024, 26 de junio de 2024).
- Debut en competencia continental:

Turquía 3:1 Georgia (Eurocopa 2024, 18 de junio de 2024).

## Rivalidades
Georgia tiene algunas rivalidades que sobrepasan lo deportivo:
• Rusia: La rivalidad entre Georgia y Rusia es una de las más destacadas y tiene sus raíces en conflictos históricos y políticos. La guerra entre ambos países en 2008 intensificó esta rivalidad, y los enfrentamientos entre las selecciones de fútbol y otros deportes suelen generar mucha tensión.
• Armenia: La rivalidad entre Georgia y Armenia también es importante en la región del Cáucaso. Si bien no es tan intensa como la rivalidad con Rusia, los enfrentamientos entre ambas selecciones suelen despertar interés y emoción en las aficiones de ambos países. Georgia y Armenia disputaron un encuentro en 1997, el cual culminó en un 7:0 a favor de los Cruzados.
• Azerbaiyán: La relación entre Georgia y Azerbaiyán puede considerarse una rivalidad en algunos aspectos, especialmente en el ámbito político y territorial, así como deportivo. Sin embargo, es una rivalidad meramente deportiva, ya que ambas naciones tienen buena relación.
• Grecia: La rivalidad con Grecia ocurre desde hace siglos, una rivalidad meramente histórica pero al mismo tiempo no es tan tensa. Sin embargo, ambas selecciones se enfrentaron en la final para la clasificación de la Eurocopa 2024, el cual culminó con una victoria por parte de Georgia desde el tiro penal, marcando así la primera participación de Georgia en una Eurocopa y dejando sin chances a Grecia. Esto aumentó y revivió una tensa enemistad entre ambas naciones deportivamente hablando.
• Turquía: Rivalidad por cercanía e historia. En varios encuentros ha habido disturbios en las parcialidades. Por ejemplo en la Eurocopa 2024, en donde Cruzados y Otomanos fueron emparejados en el mismo grupo.
• Bielorrusia: Rivalidad meramente política dada a la buena relación entre Rusia y Bielorrusia. Aun así, al igual que Georgia, varias naciones tienen rivalidad con los bielorrusos por sus posturas políticas.

## Entrenadores
- Giga Norakidze (1992)
- Aleksandr Chivadze (1993–1996)
- Vladimir Gutsaev (1996)
- David Kipiani (1997)
- Vladimir Gutsaev (1998)
- Gigla Imnadze (interino- 1998)
- Vladimir Gutsaev (1998–1999)
- Johan Boskamp (1999)[12]
- David Kipiani y Revaz Dzodzuashvili (2000–2001)
- Aleksandr Chivadze (2001–2003)[13]
- Ivo Šušak (2003)[13]
- Merab Jordania (2003)
- Gocha Tqhebuchava (2004)
- Alain Giresse (2004–2005)[14][15]
- Gayoz Darsadze (2005)[15]
- Klaus Toppmöller (2006–2008)[16][17]
- Petar Šegrt (2008)
- Héctor Cúper (2008–2009)[18][19]
- Temuri Ketsbaia (2009–2015)[20]
- Kaja Tsjadadze (2015–2016)
- Vladimír Weiss (2016–2020)[21][22]
- Willy Sagnol (2021–presente)[2]